# Twee Dialogen (Silvestrov)
Twee Dialogen met een Nawoord is een compositie van de Oekraïense componist Valentin Silvestrov. Het is gecomponeerd voor strijkorkest met piano.
De compositie maakt deel uit van een serie werken die Silvestrov schreef op basis van compositiefragmenten, die niet via officiële weg waren uitgegeven, maar als een papiersnipper of anderszins hebben overleefd. In dit geval betreft het een compositie van Franz Schubert, die jarenlang alleen in de hoofden van mensen bestond; het werk werd alleen via mondelinge overlevering overgebracht totdat het ver na de dood van de componist zo beroemd was dat het uiteindelijk aan het papier werd toevertrouwd: de Kupelweise Walz. Een ander deel betreft de verwerking van een muzikale krabbel van Richard Wagner. Het verhaal gaat dat die muzikale krabbel voor het eerst werd aangetroffen op een vel dat ook een schets bevatte van zijn latere opera Tristan en Isolde uit 1858; later nog een keer in de tijd dat Wagner bezig was met Parsifal.
De gehele serie als boven bedoeld ademt een sfeer uit van new age-muziek. Als de thematiek dan ook nog een tweetal dialogen is tussen de asceet Arvo Pärt en de filosofisch ingestelde Silvestrov, dan wordt de muziek zeer lichtvoetig, zeer rustig voortkabbelend.

## Delen
- Hochzeitwalzer (Schubert)
- Postludium (Wagner)
- Morgenserenade

## Bron en discografie
- Uitgave ECM Records: Kamerorkest München o.l.v. Christoph Poppen; het orkest is gespecialiseerd in muziek uit het baroktijdperk, hetgeen goed past bij de te spelen muziek.